# Драфт НБА 2015 года
Драфт НБА 2015 года прошёл 25 июня 2015 года в спортивном комплексе «Барклайс-центр» в Бруклинe. Трансляцию в США осуществлял канал ESPN. Во время драфта команды Национальной баскетбольной ассоциации выбирали баскетболистов-любителей из университетов США, а также других баскетболистов, удовлетворяющих критериям, в том числе иностранных. Драфт-лотерея прошла 19 мая 2015 года. Согласно лотереи право первого выбора на драфте досталось «Миннесоте Тимбервулвз». Право второго выбора досталось «Лос-Анджелес Лейкерс», несмотря на то, что большие шансы на него имели «Филадельфия Севенти Сиксерс» и «Нью-Йорк Никс».
Среди особенностей драфта 2015 года: Карл-Энтони Таунс стал первым представителем Доминиканской Республики, выбранным под первым номером драфта; сразу четыре игрока «Кентукки Уайлдкэтс» было выбрано на драфте; Кристапс Порзингис стал вторым латвийским баскетболистом, выбранным в первом раунде драфта; Сатнам Сингх стал первым индийским игроком, выбранным на драфте; Эммануэль Мудиай стал первым школьником, решившим не вступать в университет, а вместо этого отыгравший год в Китае.

## Игроки на драфте

#### Студенты младших курсов университетов
| - Клифф Александр — Ф, Канзас (первокурсник) - Брендон Эшли — Ф, Аризона (третьекурсник) - Девин Букер — З, Кентукки (первокурсник) - Уилли Коли-Стайн — Ф, Кентукки (третьекурсник) - Сэм Деккер — Ф, Висконсин (третьекурсник) - Майкл Фрейзер — З, Флорида (третьекурсник) - Монтрезл Харрелл — Ф, Луисвилл (третьекурсник) - Аарон Харрисон — З, Кентукки (второкурсник) - Эндрю Харрисон — З, Кентукки (второкурсник) - Тайлер Харви — З, Восточный Вашингтон (третьекурсник) - Джером Хилл — Ф, Гарднер-Вебб (третьекурсник) - Ронди Холлис-Джефферсон — Ф, Аризона (второкурсник) - Ар Джей Хантер — З, Джорджия Стэйт (третьекурсник) - Винс Хантер — З, УТЭП (второкурсник) - Дакари Джонсон — Ц, Кентукки (второкурсник) - Кевон Луни — Ф, УКЛА Брюинз (баскетбол) (первокурсник) | - Трей Лайлз — Ф, Кентукки (первокурсник) - Джарелл Мартин — Ф, ЛСЮ (второкурсник) - Крис Маккаллох — Ф, Сиракьюс (первокурсник) - Джордан Мики — Ф, ЛСЮ (второкурсник) - Джалил Окафор — Ц, Дьюк (первокурсник) - Келли Убре — Ф, Канзас (первокурсник) - Камерон Пэйн — З, Мюррей Стэйт (второкурсник) - Уолтер Питчфорд — Ф, Небраска (третьекурсник) - Терри Розье — З, Луисвилл (второкурсник) - Джеррод Стайгерс — З, Хьюстон (третьекурсник) - Аарон Томас — З, Флорида Стэйт (третьекурсник) - Джей Пи Токото — Ф, Северная Каролина (третьекурсник) - Карл-Энтони Таунс — C, Кентукки (первокурсник) - Майлз Тёрнер — Ф, Техас (первокурсник) - Рашад Вон — З, УНЛВ (первокурсник) |

#### Игроки-иностранцы
| - Мухамадоу Джейте — Ф, Нантер (Франция) - Альфа Каба — Ф, По-Ортез (Франция) - Никола Милутинов — Ц, Партизан (Сербия) - Джеди Осман — Ф, Анадолу Эфес (Турция) | - Кристапс Порзингис — Ф, Севилья (Испания) - Адин Врабак — ф, TBB Trier (Германия) - Раде Загорац — Ф, Мега Визура (Сербия) - Пауль Ципзер — Ф, Бавария (Германия) |

### Автоматически допущенные к участию в драфте
Данный список включает игроков, которые автоматически были допущены к участию в драфте, даже несмотря на стандартный критерий в 22 года на момент драфта для «иностранного игрока». Кроме того, в данный список не попали игроки, которые не принимали участия в матчах колледжей и поэтому могли быть квалифицированы как «иностранные».
Подписание контракта с другим профессиональным клубом (не НБА), а также несколько условий контракта могли дать возможность на автоматический выход на драфт. Критерии для участия отличались, в основном, при разделении игроков на американских и «иностранных»:
- Для «иностранных» игроков контракт должен был быть подписан с американской командой (не НБА).
- Для американских игроков контракт может быть заключен с любой командой в любой стране мира.

Гражданство не являлось критерием для определения американского или «иностранного» игрока по Соглашению. Иностранный игрок должен соответствовать следующим критериям:
- Постоянно проживать за пределами США как минимум в течение трёх лет до начала драфта.
- Не принимать участия в соревнованиях на уровне средней школы в США.
- Не обучаться в американском колледже или университете.

Для драфта 2015 года право на участие автоматически получили:
- Эммануель Мудиай — З, Гуандун Саузерн Тайгерс (Китай)[36]
- Наадир Тарп — З, Лос-Анджелес Ди-Фендерс (Лига развития НБА)[37]
- Джарвис Тритт — З, Рио-Гранде Вэллей Вайперс (Лига развития НБА)[38]

## Драфт лотерея
НБА ежегодно проводит лотерею перед драфтом, чтобы определить порядок выбора на драфте командами, которые не попали в плей-офф в предыдущем сезоне. Каждая команда, которая не попала в плей-офф, имеет шанс выиграть один из трёх первых выборов, однако клубы, показавшие наихудшее соотношение побед к поражениям в прошлом сезоне имеют большие шансы на это. После того, как будут определены первые три выбора, остальные команды будут отсортированы согласно их результатам в предыдущем сезоне. В таблице представлены шансы команд, не попавших в плей-офф, получить номера посева от 1 до 14. Лотерея 2015 года пройдёт 19 мая.
| ^ | Цветом выделены результаты лотереи |

| Команды               | Результат в сезоне | Шансы в Лотерее | Выбор | Выбор | Выбор | Выбор | Выбор | Выбор | Выбор | Выбор | Выбор | Выбор | Выбор | Выбор | Выбор | Выбор |
| Команды               | Результат в сезоне | Шансы в Лотерее | 1     | 2     | 3     | 4     | 5     | 6     | 7     | 8     | 9     | 10    | 11    | 12    | 13    | 14    |
| --------------------- | ------------------ | --------------- | ----- | ----- | ----- | ----- | ----- | ----- | ----- | ----- | ----- | ----- | ----- | ----- | ----- | ----- |
| Миннесота Тимбервулвз | 16-66              | 250             | .250^ | .215  | .178  | .357  | —     | —     | —     | —     | —     | —     | —     | —     | —     | —     |
| Нью-Йорк Никс         | 17-65              | 199             | .199  | .188  | .171  | .319^ | .123  | —     | —     | —     | —     | —     | —     | —     | —     | —     |
| Филадельфия 76        | 18-64              | 156             | .156  | .157  | .156^ | .226  | .265  | .040  | —     | —     | —     | —     | —     | —     | —     | —     |
| Лос-Анджелес Лейкерс  | 21-61              | 119             | .119  | .126^ | .133  | .099  | .351  | .160  | .012  | —     | —     | —     | —     | —     | —     | —     |
| Орландо Мэджик        | 25-57              | 88              | .088  | .097  | .107  | —     | .261^ | .360  | .084  | .004  | —     | —     | —     | —     | —     | —     |
| Сакраменто Кингз      | 29-53              | 63              | .063  | .071  | .081  | —     | —     | .440^ | .305  | .040  | .001  | —     | —     | —     | —     | —     |
| Денвер Наггетс        | 30-52              | 43              | .043  | .049  | .058  | —     | —     | —     | .600^ | .232  | .018  | .000  | —     | —     |       | —     |
| Детройт Пистонс       | 32-50              | 28              | .028  | .033  | .039  | —     | —     | —     | —     | .724^ | .168  | .008  | .000  | —     | —     | —     |
| Шарлотт Хорнетс       | 33-49              | 17              | .017  | .020  | .024  | —     | —     | —     | —     | —     | .813^ | .122  | .004  | .000  | —     | —     |
| Майами Хит            | 37-45              | 11              | .011  | .013  | .016  | —     | —     | —     | —     | —     | —     | .870^ | .089  | .002  | .000  | —     |
| Индиана Пэйсерс       | 38-44              | 8               | .008  | .009  | .012  | —     | —     | —     | —     | —     | —     | —     | .907^ | .063  | .001  | .000  |
| Юта Джаз              | 38-44              | 7               | .007  | .008  | .010  | —     | —     | —     | —     | —     | —     | —     | —     | .935^ | .039  | .000  |
| Финикс Санз           | 39-43              | 6               | .006  | .007  | .009  | —     | —     | —     | —     | —     | —     | —     | —     | —     | .960^ | .018  |
| Оклахома-Сити Тандер  | 45-37              | 5               | .005  | .006  | .007  | —     | —     | —     | —     | —     | —     | —     | —     | —     | —     | .982^ |

## Драфт

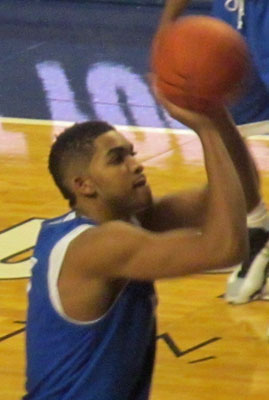
Карл-Энтони Таунс был выбран под 1 номером командой «Миннесота Тимбервулвз».

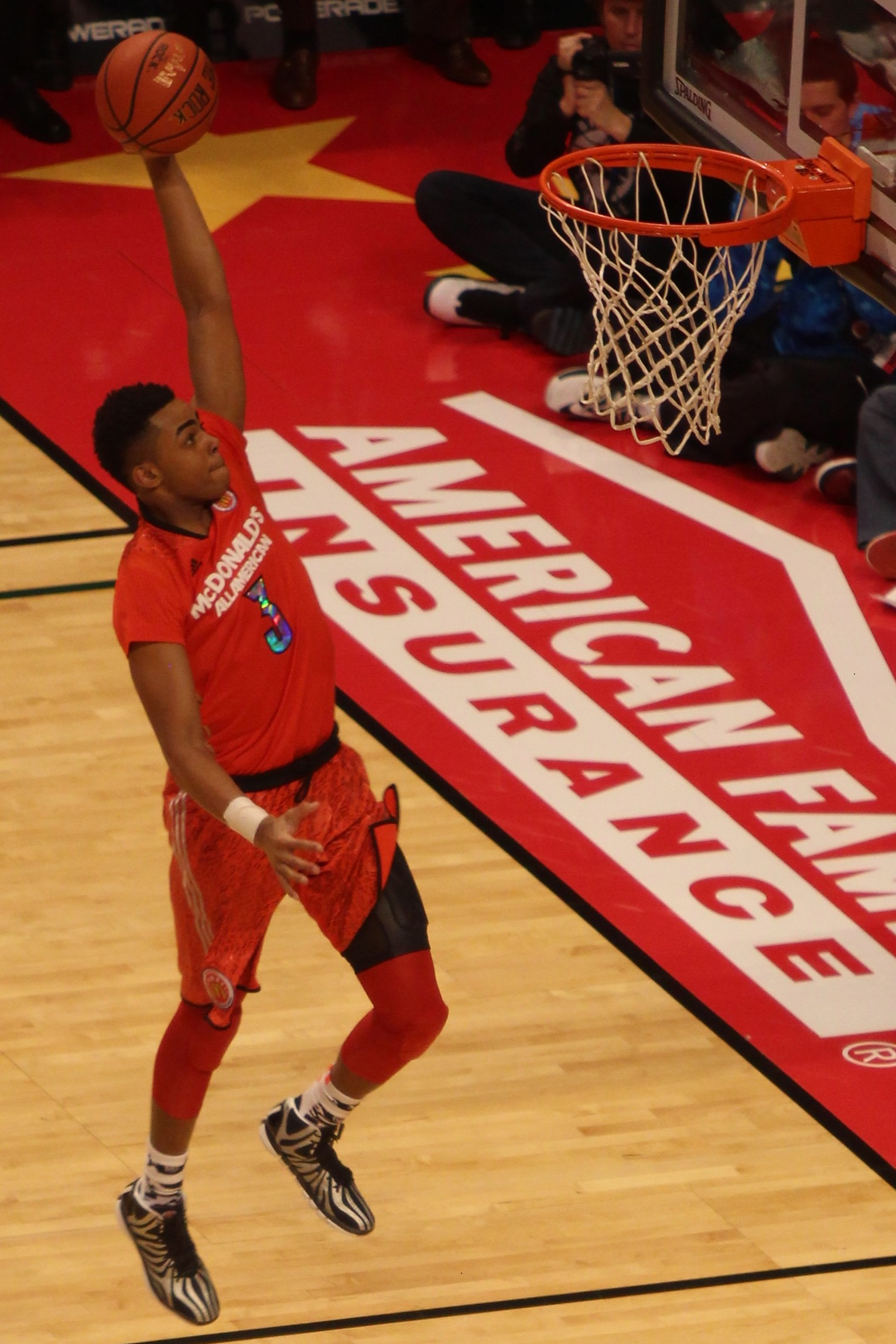
Д’Анджело Расселл 2-й пик драфта.

| РЗ | Разыгрывающий защитник | АЗ | Атакующий защитник | ЛФ | Лёгкий форвард | ТФ | Тяжёлый форвард | Ц | Центровой |

|  | Игроки, выбранные в Зал славы баскетбола                   |
|  | Участники Матча всех звёзд и игроки сборной всех звёзд НБА |
|  | Участники Матча всех звёзд                                 |
|  | Игроки сборной всех звёзд                                  |
|  | Баскетболисты, не игравшие в НБА                           |

| Раунд | Пик | Игрок                   | Позиция | Страна                         | Клуб                                                                     | Колледж/команда                    |
| ----- | --- | ----------------------- | ------- | ------------------------------ | ------------------------------------------------------------------------ | ---------------------------------- |
| 1     | 1   | Карл-Энтони Таунс       | Ц       | Доминиканская Республика · США | Миннесота Тимбервулвз                                                    | Кентукки (1-й курс)                |
| 1     | 2   | Д’Анджело Расселл       | РЗ      | США                            | Лос-Анджелес Лейкерс                                                     | Огайо (1-й курс)                   |
| 1     | 3   | Джалил Окафор           | Ц       | США                            | Филадельфия 76                                                           | Дьюк (1-й курс)                    |
| 1     | 4   | Кристапс Порзингис      | ТФ      | Латвия                         | Нью-Йорк Никс                                                            | Севилья (Испания)                  |
| 1     | 5   | Марио Хезоня            | ТФ      | Хорватия                       | Орландо Мэджик                                                           | Барселона (Испания)                |
| 1     | 6   | Уилли Коли-Стайн        | Ц       | США                            | Сакраменто Кингз                                                         | Кентукки (2-й курс)                |
| 1     | 7   | Эммануэль Мудиай        | РЗ      | ДР Конго · США                 | Денвер Наггетс                                                           | Гуандун (Китай)                    |
| 1     | 8   | Стэнли Джонсон          | ЛФ      | США                            | Детройт Пистонс                                                          | Аризона (3-й курс)                 |
| 1     | 9   | Фрэнк Камински          | Ц/ТФ    | США                            | Шарлотт Хорнетс                                                          | Висконсин (4-й курс)               |
| 1     | 10  | Джастис Уинслоу         | ЛФ      | США                            | Майами Хит                                                               | Дьюк (1-й курс)                    |
| 1     | 11  | Майлз Тёрнер            | Ц       | США                            | Индиана Пэйсерс                                                          | Техас (1-й курс)                   |
| 1     | 12  | Трей Лайлз              | ТФ      | США                            | Юта Джаз                                                                 | Кентукки (1-й курс)                |
| 1     | 13  | Девин Букер             | АЗ      | США                            | Финикс Санз                                                              | Кентукки (1-й курс)                |
| 1     | 14  | Кэмерон Пэйн            | РЗ      | США                            | Оклахома-Сити Тандер                                                     | Мюррей Стэйт (2-й курс)            |
| 1     | 15  | Келли Убре              | ЛФ      | США                            | Атланта Хокс (от Бруклина) (обменян в Вашингтон)                         | Канзас (1-й курс)                  |
| 1     | 16  | Терри Розье             | РЗ      | США                            | Бостон Селтикс                                                           | Луисвилл (2-й курс)                |
| 1     | 17  | Рашад Вон               | АЗ      | США                            | Милуоки Бакс                                                             | УНЛВ (1-й курс)                    |
| 1     | 18  | Сэм Деккер              | ЛФ      | США                            | Хьюстон Рокетс (от Нью-Орлеана)                                          | Висконсин (3-й курс)               |
| 1     | 19  | Джериан Грант           | РЗ      | США                            | Вашингтон Уизардс (обменян в Нью-Йорк через Атланту)                     | Нотр-Дам (4-й курс)                |
| 1     | 20  | Делон Райт              | РЗ      | США                            | Торонто Рэпторс                                                          | Юта (4-й курс)                     |
| 1     | 21  | Джастин Андерсон        | ЛФ      | США                            | Даллас Маверикс                                                          | Виргиния (4-й курс)                |
| 1     | 22  | Бобби Портис            | ТФ      | США                            | Чикаго Буллз                                                             | Арканзас (2-й курс)                |
| 1     | 23  | Ронди Холлис-Джефферсон | ЛФ      | США                            | Портленд Трэйл Блэйзерс (обменян в Бруклин)                              | Аризона (2-й курс)                 |
| 1     | 24  | Тайс Джонс              | РЗ      | США                            | Кливленд Кавальерс (обменян в Миннесоту)                                 | Дьюк (1-й курс)                    |
| 1     | 25  | Джарелл Мартин          | ТФ      | США                            | Мемфис Гриззлис                                                          | ЛСЮ (2-й курс)                     |
| 1     | 26  | Никола Милутинов        | Ц       | Сербия                         | Сан-Антонио Спёрс                                                        | Партизан (Сербия)                  |
| 1     | 27  | Ларри Нэнс-мл.          | ТФ      | США                            | Лос-Анджелес Лейкерс (от Хьюстона)                                       | Вайоминг (4-й курс)                |
| 1     | 28  | Ар Джей Хантер          | АЗ      | США                            | Бостон Селтикс (от Клипперс)                                             | Джорджия Стэйт (4-й курс)          |
| 1     | 29  | Крис Маккаллох          | ТФ      | США                            | Бруклин Нетс (от Атланты)                                                | Сиракьюс (1-й курс)                |
| 1     | 30  | Кевон Луни              | ТФ      | США                            | Голден Стэйт Уорриорз                                                    | УКЛА (1-й курс)                    |
| 2     | 31  | Джеди Осман             | ЛФ      | Турция                         | Миннесота Тимбервулвз (обменян в Кливленд)                               | Анадолу Эфес (Турция)              |
| 2     | 32  | Монтрез Харрелл         | ТФ      | США                            | Хьюстон Рокетс (от Нью-Йорка)                                            | Луисвилл (3-й курс)                |
| 2     | 33  | Джордан Мики            | ЛФ      | США                            | Бостон Селтикс (от Филадельфии через Майами)                             | ЛСЮ (2-й курс)                     |
| 2     | 34  | Энтони Браун            | ЛФ      | США                            | Лос-Анджелес Лейкерс                                                     | Стэнфорд (4-й курс)                |
| 2     | 35  | Вилли Эрнангомес        | Ц       | Испания                        | Филадельфия 76 (от Орландо) (обменян в Нью-Йорк)                         | Севилья (Испания)                  |
| 2     | 36  | Раким Кристмас          | ТФ/Ц    | США                            | Миннесота Тимбервулвз (от Сакраменто через Хьюстон) (обменян в Кливленд) | Сиракьюс (4-й курс)                |
| 2     | 37  | Ричон Холмс             | ЛФ/ТФ   | США                            | Филадельфия 76 (от Денвера через Хьюстон, Портленд и Миннесоту)          | Боулинг Грин (4-й курс)            |
| 2     | 38  | Дарран Хиллиард         | АЗ      | США                            | Детройт Пистонс                                                          | Вилланова (4-й курс)               |
| 2     | 39  | Хуан Пабло Воле         | ЛФ      | Аргентина                      | Шарлотт Хорнетс (обменян в Бруклин)                                      | Эстудиантес (Аргентина)            |
| 2     | 40  | Джош Ричардсон          | АЗ      | США                            | Майами Хит                                                               | Теннесси (2-й курс)                |
| 2     | 41  | Пэт Коннотон            | ЛФ      | США                            | Бруклин Нетс (обменян в Портленд)                                        | Нотр-Дам (2-й курс)                |
| 2     | 42  | Оливье Хэнлан           | РЗ      | Канада                         | Юта Джаз                                                                 | Бостон (3-й курс)                  |
| 2     | 43  | Джозеф Янг              | АЗ      | США                            | Индиана Пэйсерс                                                          | Орегон (4-й курс)                  |
| 2     | 44  | Эндрю Харрисон          | РЗ      | США                            | Финикс Санз (обменян в Мемфис)                                           | Кентукки (2-й курс)                |
| 2     | 45  | Маркус Торнтон          | АЗ      | США                            | Бостон Селтикс                                                           | Вильгельм и Мария (4-й курс)       |
| 2     | 46  | Норман Пауэлл           | АЗ      | США                            | Милуоки Бакс (обменян в Торонто)                                         | УКЛА (4-й курс)                    |
| 2     | 47  | Артурас Гудайтис        | Ц       | Литва                          | Филадельфия 76 (от Нью-Орлеана через Вашингтон и Клипперс)               | Жальгирис (Литва)                  |
| 2     | 48  | Дакари Джонсон          | Ц       | США                            | Оклахома-Сити Тандер                                                     | Кентукки (2-й курс)                |
| 2     | 49  | Аарон Уайт              | ТФ      | США                            | Вашингтон Уизардс                                                        | Айова (3-й курс)                   |
| 2     | 50  | Маркус Эрикссон         | АЗ      | Швеция                         | Атланта Хокс (от Торонто)                                                | Барселона (Испания)                |
| 2     | 51  | Тайлер Харви            | АЗ      | США                            | Орландо Мэджик (от Чикаго)                                               | Восточный Вашингтон (3-й курс)     |
| 2     | 52  | Сатнам Сингх            | Ц       | Индия                          | Даллас Маверикс                                                          | Академия IMG (Брейдентон, Флорида) |
| 2     | 53  | Сир’Доминик Пойнтер     | АЗ      | США                            | Кливленд Кавальерс (от Портленда через Чикаго и Денвер)                  | Сент-Джонс (4-й курс)              |
| 2     | 54  | Дэни Диес               | АЗ      | Испания                        | Юта Джаз (от Кливленда) (обменян в Портленд)                             | Сан-Себастьян (Испания)            |
| 2     | 55  | Кэди Лалейнн            | Ц       | США                            | Сан-Антонио Спёрс                                                        | УМасс (4-й курс)                   |
| 2     | 56  | Брэнден Доусон          | ЛФ      | США                            | Нью-Орлеан Пеликанс (от Мемфиса) (обменян в Клипперс)                    | Мичиган Стэйт (4-й курс)           |
| 2     | 57  | Никола Радичевич        | РЗ      | Сербия                         | Денвер Наггетс (от Клипперс)                                             | Севилья (Испания)                  |
| 2     | 58  | Джей Пи Токото          | ЛФ      | США                            | Филадельфия 76 (от Хьюстона)                                             | Северная Каролина (3-й курс)       |
| 2     | 59  | Димитриос Аграванис     | ТФ      | Греция                         | Атланта Хокс                                                             | Олимпиакос (Греция)                |
| 2     | 60  | Лука Митрович           | ТФ      | Сербия                         | Филадельфия 76 (от Голден Стэйт через Индиану)                           | Црвена звезда (Сербия)             |

## Другие известные незадрафтованые игроки
В списке представлены игроки, которые не были выбраны на драфте НБА 2015 года, но сыграли как минимум в одном матче регулярного чемпионата или плей-офф НБА.
| Игрок              | Поз.  | Гражданство              | Университет                   |
| ------------------ | ----- | ------------------------ | ----------------------------- |
| Клифф Александр    | ТФ    | США                      | Канзас (1-й курс)             |
| Николас Бруссино   | ЛФ/АЗ | Аргентина                | Регатас (Аргентина)           |
| Кристиан Вуд       | ТФ    | США                      | УНЛВ (2-й курс)               |
| Тревион Грэм       | АЗ    | США                      | УСВ (4-й курс)                |
| Брайс Дежан-Джонс  | АЗ    | США                      | Айова Стэйт (4-й курс)        |
| Дуе Дукан          | ТФ    | Хорватия · США           | Висконсин (4-й курс)          |
| Куинн Кук          | РЗ    | США                      | Дьюк (4-й курс)               |
| Альфонсо Маккинни  | ЛФ    | США                      | Грин-Бей (4-й курс)           |
| Ти Джей Макконнелл | РЗ    | США                      | Аризона (4-й курс)            |
| Луис Монтеро       | АЗ    | Доминиканская Республика | Уэстчестер (2-й курс)         |
| Морис Ндоур        | ТФ    | Сенегал                  | Огайо (4-й курс)              |
| Джей Джей О'Брайен | ЛФ/АЗ | США                      | Сан-Диего Стэйт (4-й курс)    |
| Ройс О'Нил         | ЛФ    | США                      | Бэйлор (4-й курс)             |
| Чейссон Рэндл      | РЗ    | США                      | Стэнфорд (4-й курс)           |
| Алан Уильямс       | Ц/Ф   | США                      | УК в Санта-Барбаре (4-й курс) |
| Брианте Уэбер      | РЗ    | США                      | УСВ (4-й курс)                |
| Винс Хантер        | ЛФ    | США                      | УТЭП (2-й курс)               |
| Аарон Харрисон     | РЗ    | США                      | Кентукки (2-й курс)           |
| Венсан Пуарье      | Ц     | Франция                  | Париж-Леваллуа                |

## Сделки с участием драфт пиков

### Сделки до драфта
1. 1 2  

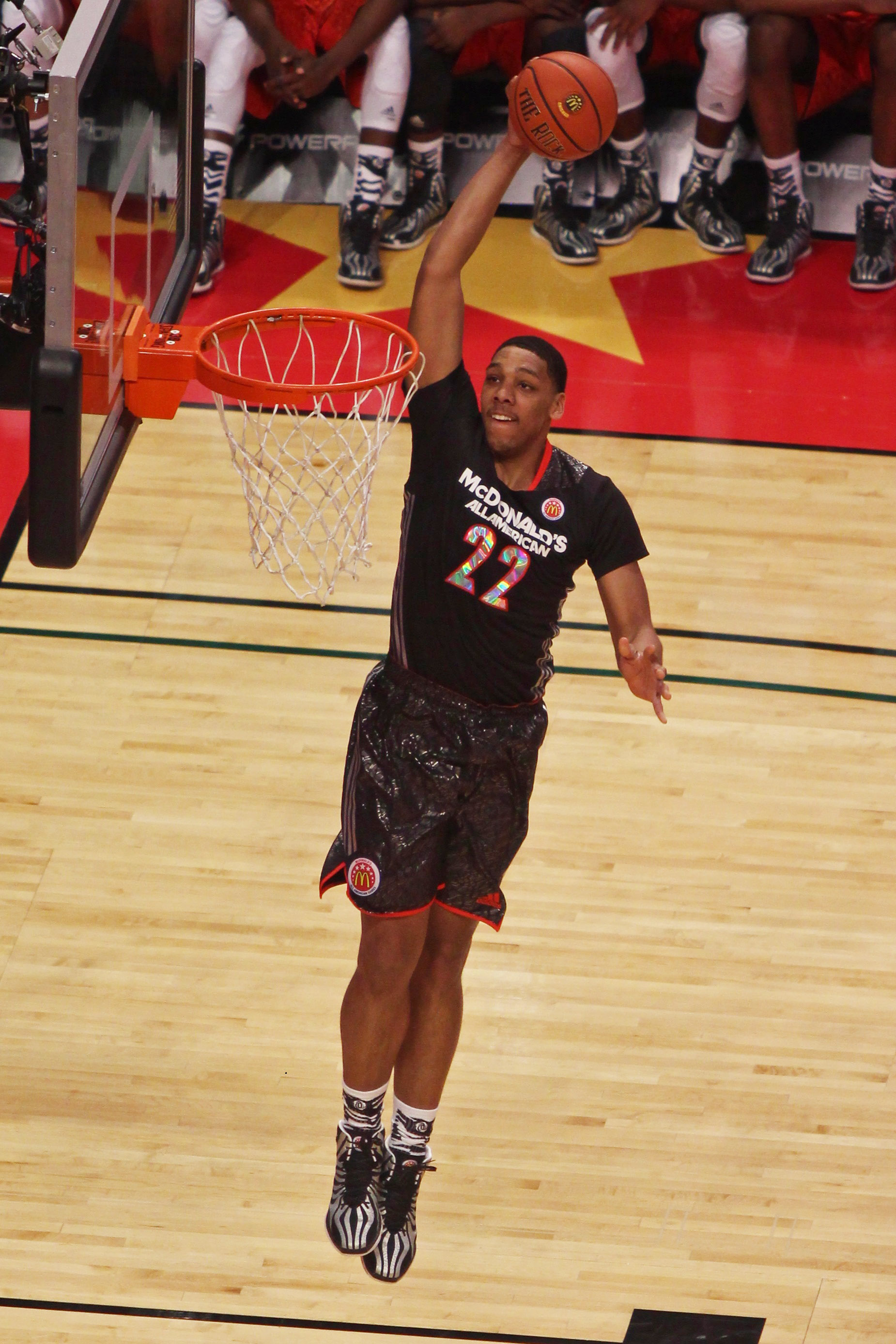
Фаворит драфта Джалил Окафор был выбран 3-м «Филадельфией».

11 июля 2012: от Бруклин Нетс к Атланта Хокс[41][42]
  - Атланта приобрела Энтони Морроу, Джордана Фармара, Дешона Стивенсона, Джордана Уильямса, Жоана Петро, драфт-пик первого раунда 2013, драфт-пик второго раунда 2017, опции на обмен драфт-пиками первого раунда 2014 и 2015 годов.
  - Бруклин приобрел Джо Джонсона
2. ↑  
15 июля 2014: от Нью-Орлеан Пеликанс к Хьюстон Рокетс (трёхсторонняя сделка с участием Вашингтон Уизардс)[44][45]
  - Хьюстон приобрел Алонзо Джи, Скотти Хопсона и условный драфт-пик первого раунда 2015 года от Нью-Орлеана
  - Хьюстон приобрел Тревора Аризу из Вашингтона (Подписание и обмен)
  - Нью-Орлеан приобрел Омера Ашика, Омри Касспи и получил денежное вознаграждение от Хьюстона
  - Вашингтон приобрел Мелвина Эли от Нью-Орлеана
3. ↑  
13 июля 2014: от Хьюстон Рокетс к Лос-Анджелес Лейкерс[49][50]
  - Лос-Анджелес Лейкерс приобрел Джереми Лина, условные драфт-пики первого и второго раунда 2015 года
  - Хьюстон приобрел права с драфта на Сергея Лищука
4. ↑  
25 июня 2013: от Лос-Анджелес Клипперс к Бостон Селтикс[50][51]
  - Бостон приобрел драфт-пик первого раунда 2015 года за обмен главного тренера Дока Риверса в Лос-Анджелес Клипперс
5. ↑  
11 июля 2012: от Нью-Йорк Никс к Хьюстон Рокетс[52]
  - Нью-Йорк приобрел Маркуса Кэмби (Подписание и обмен)
  - Хьюстон приобрел Тони Дугласа, Джоша Харрельсона, Джерома Джордана, драфт-пики второго раунда 2014 и 2015 годов, получил денежное вознаграждение
6. ↑  
28 июня 2012: от Филадельфия 76 к Майами Хит[53][54]
  - Майами приобрел права с драфта на Джастина Хэмилтона и условный драфт-пик первого раунда 2013 года, который конвертировался в драфт-пики второго раунда 2015 и 2016 годов
  - Филадельфия приобрела права с драфта на Арнетта Моултри

15 января 2014: от Майами Хит к Бостон Селтикс (трёхсторонняя сделка с участием Голден Стэйт Уорриорз)[55][56]
  - Бостон приобрел Джоела Энтони, условный драфт-пик первого раунда Филадельфии, драфт-пик второго раунда 2016 года от Майами и получил денежное вознаграждение
  - Майами приобрел Тони Дугласа от Голден Стэйт
  - Голден Стэйт приобрел Джордана Кроуфорда и Маршона Брукса от Бостона
7. ↑  
26 июня 2014: от Орландо Мэджик к Филадельфия 76[57]
  - Филадельфия приобрела права с драфта на Дарио Шарича, будущий драфт-пик первого раунда и драфт-пик второго раунда 2015 года
  - Орландо приобрел права с драфта на Элфрида Пэйтона
8. ↑  
17 сентября 2014: от Сакраменто Кингз к Хьюстон Рокетс[59]
  - Хьюстон приобрел Джейсона Терри, драфт-пики второго раунда 2015 и 2016 годов
  - Сакраменто приобрел Алонзо Джи и Скотти Хопсона
9. 1 2  
19 декабря 2014: Трёхсторонняя сделка с участием Хьюстон Рокетс, Миннесота Тимбервулвз и Филадельфия 76 [60]
  - Хьюстон приобрел Кори Брюэра от Миннесоты
  - Хьюстон приобрел Алексея Шведа от Филадельфии
  - Миннесота приобрела Троя Дэниелса, драфт-пик Сакраменто второго раунда 2015 года, драфт-пик второго раунда 2016 года и получила денежное вознаграждение от Хьюстона
  - Филадельфия приобрела права с драфта на Сергея Лищука и драфт-пик второго раунда из Хьюстона
  - Филадельфия приобрела Ронни Тюриафа от Миннесоты
10. ↑  
22 февраля 2011: от Денвер Наггетс к Миннесота Тимбервулвз (трёхсторонняя сделка с участием Нью-Йорк Никс)[61][62]
  - Миннесота приобрела драфт-пик второго раунда 2015 года от Денвера
  - Миннесота приобрела Энтони Рэндольфа, Эдди Карри и получила денежное вознаграждение от Нью-Йорка
  - Денвер приобрел Косту Куфоса от Миннесоты
  - Денвер приобрел Уилсона Чендлера, Рэймонда Фелтона, Данило Галлинари, Тимофея Мозгова, драфт-пик первого раунда 2014 года, драфт-пики второго раунда 2012 и 2013 годов, опцию об обмене драфт-пика первого раунда 2016 года, и получил денежное вознаграждение от Нью-Йорка
  - Нью-Йорк приобрел Кори Брюэр из Миннесоты
  - Нью-Йорк приобрел Кармело Энтони, Чонси Биллапс, Энтони Картера, Реналдо Бэлкмана и Шелдена Уильямса от Денвера

27 июня 2011: от Миннесота Тимбервулвз к Портленд Трэйл Блэйзерс[63]
  - Миннесота приобрела права с драфта на Тарги Нгомбо
  - Портленд приобрел драфт-пик Денвера второго раунда 2015 года

10 июля 2013: от Портленд Трэйл Блэйзерс к Хьюстон Рокетс[64]
  - Хьюстон приобрел права с драфта на Костаса Папаниколау, права с драфта на Марко Тодоровича, драфт-пик Денвера второго раунда 2015 года и драфт-пик второго раунда 2017 года
  - Портленд приобрел Томаса Робинсона

19 февраля 2015: от Хьюстон Рокетс к Филадельфия 76[65]
  - Филадельфия приобрела Исайя Канаана и драфт-пик Денвера второго раунда 2015 года
  - Хьюстон приобрел Кей Джея Макдэниелса
11. ↑  
22 декабря 2011: от Нью-Джерси Нетс к Юта Джаз[67]
  - Юта приобрела драфт-пик второго раунда 2015 года
  - Нью-Джерси Нетс приобрел Мехмета Окура

27 июня 2013: от Юта Джаз к Атланта Хокс[68]
  - Атланта приобрела драфт-пик Бруклина второго раунда 2015 года
  - Юта приобрела права с драфта на Раула Нето

26 июня 2014: от Атланта Хокс к Милуоки Бакс[69]
  - Милуоки приобрел драфт-пик Бруклина второго раунда 2015 года
  - Атланта приобрела права с драфта на Ламара Паттерсона

30 июня 2014: от Милуоки Бакс к Бруклин Нетс[70]
  - Бруклин приобрел свой драфт-пик второго раунда 2015 года и драфт-пик второго раунда 2019 года за обмен главного тренера Джейсона Кидда в Милуоки Бакс
12. ↑  
14 декабря 2011: от Нью-Орлеан Хорнетс к Лос-Анджелес Клипперс[73]
  - Л. А. Клипперс приобрел Криса Пола, драфт-пик 2015 года и будущий драфт-пик второго раунда
  - Нью-Орлеан приобрел Эрика Гордона, Криса Камана, Аль-Фарука Амину, и драфт-пик первого раунда 2015 года

15 марта 2012: от Лос-Анджелес Клипперс к Вашингтон Уизардс (трёхсторонняя сделка с участием Денвер Наггетс)[74]
  - Вашингтон приобрел Брайана Кука и драфт-пик Нью-Орлеана второго раунда 2015 года от Л. А. Клипперс
  - Вашингтон приобрел Нене от Денвера
  - Л. А. Клипперс приобрел Ника Янга от Вашингтона
  - Денвер приобрел Джавейла Макги и Ронни Тюриафа от Вашингтона

20 февраля 2014: от Вашингтон Уизардс к Филадельфия 76 (трёхсторонняя сделка с участием Денвер Наггетс)[75][76]
  - Филадельфия приобрела Эрика Мэйнора и драфт-пик Нью-Орлеана второго раунда 2015 года от Вашингтона
  - Филадельфия приобрела драфт-пик второго раунда 2016 года от Денвера
  - Вашингтон приобрел условный драфт-пик второго раунда от Филадельфии
  - Вашингтон приобрел Андре Миллера от Денвера
  - Денвер приобрел Яна Веселы от Вашингтона
13. ↑  
30 июня 2014: от Торонто Рэпторс к Атланта Хокс[77]
  - Атланта приобрела Джона Сэлмонса и драфт-пик второго раунда 2015 года
  - Торонто приобрел Луиса Уильямса и права с драфта на Лукаса Ногейру
14. ↑  
14 июля 2014: от Чикаго Буллз к Орландо Мэджик[78]
  - Орландо приобрел Энтони Рэндольфа, драфт-пик второго раунда 2015 года, драфт-пик второго раунда 2016 года и получил денежное вознаграждение
  - Чикаго приобрел права с драфта на Милована Раковича
15. ↑  
27 июня 2013: от Портленд Трэйл Блэйзерс к Кливленд Кавальерс[79]
  - Портленд приобрел права с драфта на Аллена Крэбба
  - Кливленд приобрел драфт-пик Портленда второго раунда 2015 года и драфт-пик Портленда второго раунда 2016 года

6 января 2014: от Кливленд Кавальерс к Чикаго Буллз[80]
  - Кливленд приобрел Луола Денга
  - Чикаго приобрел Эндрю Байнама, условный драфт-пик Сакраменто первого раунда, опцию на обмен драфт-пиками первого раунда, драфт-пик Портленда второго раунда 2015 года и драфт-пик Портленда второго раунда 2016 года

26 июня 2014: от Чикаго Буллз к Денвер Наггетс[81]
  - Чикаго приобрел Энтони Рэндольфа и права с драфта на Дуга Макдермотта
  - Денвер приобрел права с драфта на Юсуфа Нуркича, права с драфта на Гэри Харриса и драфт-пик Портленда второго раунда 2015 года

7 января 2015: от Денвер Наггетс к Кливленд Кавальерс[82]
  - Кливленд приобрел Тимофея Мозгова и драфт-пик Портленда второго раунда 2015 года
  - Денвер приобрел два условных драфт-пика первого раунда
16. ↑  
22 июля 2014: от Кливленд Кавальерс к Юта Джаз[83]
  - Юта приобрела Каррика Феликса, драфт-пик второго раунда 2015 года и получила денежное вознаграждение
  - Кливленд приобрел Джона Лукаса, Малькольма Томаса и Эрика Мёрфи
17. ↑  
12 января 2015: от Мемфис Гриззлис к Нью-Орлеан Пеликанс (трёхсторонняя сделка с участием Бостон Селтикс)[85]
  - Нью-Орлеан приобрел Куинси Пондекстера и драфт-пик второго раунда 2015 года от Мемфиса
  - Мемфис приобрел Расса Смита от Нью-Орлеана
  - Мемфис приобрел Джеффа Грина от Бостона
  - Бостон приобрел Тэйшона Принса и условный драфт-пик первого раунда от Мемфиса
  - Бостон приобрел Остина Риверса от Нью-Орлеана
18. ↑  
5 января 2009: от Лос-Анджелес Клипперс к Денвер Наггетс[87]
  - Денвер приобрел будущий драфт-пик второго раунда
  - Л. А. Клипперс приобрел Шейха Самба и получила денежное вознаграждение
19. ↑  
19 декабря 2011: от Голден Стэйт Уорриорз к Индиана Пэйсерс[88][89]
  - Индиана приобрела Лу Амундсона и драфт-пик второго раунда
  - Голден Стэйт приобрел Брендона Раша

20 февраля 2014: от Индиана Пэйсерс к Филадельфия 76[90]
  - Филадельфия приобрела Дэнни Грэнджера и драфт-пик Голден Стэйт второго раунда 2015 года
  - Индиана приобрела Эвана Тёрнера и Лавой Аллена

### Сделки во время драфта
1. 1 2  
Обмен Вашингтон Уизардс и Атланта Хокс[43]
  - Вашингтон получил права с драфта на 15-й пик Келли Убре
  - Атланта получила права с драфта на 19-й пик Джериана Гранта и два будущих драфт-пика второго раунда
2. ↑  
Обмен Нью-Йорк Никс и Атланта Хокс[43][46]
  - Нью-Йорк получил права с драфта на 19-й пик Джериана Гранта
  - Атланта получила Тима Хардуэй
3. 1 2  
Обмен между Бруклин Нетс и Портленд Трэйл Блэйзерс[47]
  - Бруклин получил Стива Блэйка и права с драфта на 23-й пик Ронди Холлис-Джефферсона
  - Портленд получил Мэйсона Пламли и права с драфта на 41-й пик Пэта Коннаутона
4. 1 2 3  
Обмен между Кливленд Кавальерс и Миннесота Тимбервулвз[48]
  - Кливленд приобрели права с драфта на 31-й пик Седи Осман, 36-й пик Раким Кристмас, и пик второго раунда 2019 года
  - Миннесота приобрели права с драфта на 24-й пик Тайус Джонс
5. ↑  
Обмен Нью-Йорк Никс м Филадельфия 76[58]
  - Нью-Йорк приобрел права с драфта на 35-й пик Гильермо Эрнангомеса
  - Филадельфия приобрела два будущих драфт-пик второго раунда и получила денежное вознаграждение
6. ↑  
Обмен между Бруклин Нетс и Шарлотт Хорнетс[66]
  - Бруклин приобрел права с драфта на 39-й пик Хуана Пабло Воле
  - Шарлотт приобрела драфт-пик второго раунда 2018 года, драфт-пик второго раунда 2019 года, и получила денежное вознаграждение
7. ↑  
Обмен Мемфис Гриззлис и Финикс Санз[71]
  - Мемфис приобрел права с драфта на 44-й пик Эндрю Харрисона
  - Финикс приобрел Джона Луера
8. ↑  
Обмен Торонто Рэпторс и Милуоки Бакс[72]
  - Торонто приобрел права с драфта на 46-й пик Нормана Пауэлла и условный лрафт-пик первого раунда 2017 года
  - Милуоки приобрел Грейвиса Васкеса
9. ↑  
Обмен Портленд Трэйл Блэйзерс и Юта Джаз[84]
  - Портленд приобрел права с драфта на 54-й пик Дэни Диеса
  - Юта получила денежное вознаграждение
10. ↑  
Обмен Нью-Орлеан Пеликанс и Лос-Анджелес Клипперс[86]
  - Л. А. Клипперс приобрел права с драфта на 56-й пик Брэндена Доусона
  - Нью-Орлеан получил денежное вознаграждение